# Янг, Нил
Нил Пе́рсиваль Янг (англ. Neil Percival Young; род. 12 ноября 1945 в Торонто, Онтарио, Канада) — канадский певец и автор песен, гитарист, режиссёр нескольких фильмов. Музыкальную карьеру начал в 1960-х годах, основал рок-группу Buffalo Springfield, был участником супергруппы Crosby, Stills, Nash & Young. Выпустил более тридцати студийных альбомов, часть из них — с рок-группой Crazy Horse. Характерными признаками музыки Янга является своеобразный стиль игры на гитаре и высокий тенор исполнителя.
Нил экспериментировал в жанрах скиффла, блюза и рокабилли, но наиболее известным является его творчество в жанре фолк/кантри-рока («Heart of Gold», «Old Man») и электронного харда («Rockin’ in the Free World»). Музыка Янга оказала существенное влияние на такие группы, как Nirvana и Pearl Jam, за что исполнитель получил прозвище «крёстного отца гранжа». Под псевдонимом Bernard Shakey снял концертные фильмы «Rust Never Sleeps», «Greendale», «CSNY/Déjà Vu» и другие. Широко известна атмосферная музыка Янга к фильму Джима Джармуша «Мертвец».
Музыкант является убеждённым защитником окружающей среды и благотворителем. В 1985 году совместно с Вилли Нельсоном и Джоном Мелленкампом основал благотворительный фестиваль Farm Aid, а год спустя — Bridge School Benefit (в помощь детям-инвалидам), которые проводятся ежегодно по настоящее время. Был дважды включён в Зал славы рок-н-ролла: в 1995 году как сольный исполнитель и в 1997 году как участник Buffalo Springfield. В 2006 году награждён Орденом Манитобы, в 2009 году — Орденом Канады II степени. Почётный доктор музыки и гуманитарных наук.

## Биография

### 1945—1965: Ранние годы и увлечение музыкой
Нил Янг родился 12 ноября 1945 года в городе Торонто. Его отец Скотт Янг — спортивный журналист и коренной канадец, мать Эдна Блоу Рэгланд (Рэсси) Янг — франко-шотландка по происхождению, состоявшая в организации «Дочери Американской Революции» (DAR), занимающейся на некоммерческой основе сохранением исторического наследия и патриотическим воспитанием. Детство Нила прошло в небольшом городе Омеми, в районе Каварта Лейкс, в «сонном месте», по его собственным словам. В 1952 году семья Янгов выехала на отдых во Флориду, а по возвращении в Канаду переехала в Пикеринг, восточнее Торонто. Именно в этот период будущий исполнитель начал проявлять интерес к музыке, звучащей из радиоприёмника. Скотт Янг, имевший несколько внебрачных связей, покинул семью, когда Нилу было 12 лет. Вместе с матерью он переехал в Виннипег, Манитоба, а его старший брат Роберт (Боб) Янг остался с отцом на севере Торонто.
В середине 1950-х годов молодой Нил начал увлекаться рок-н-роллом, рокабилли, ду-вопом, ритм-н-блюзом и кантри, среди его любимых исполнителей были Чак Берри, Литл Ричард, Джерри Ли Льюис, Джонни Кэш, которых можно было услышать на местной радиостанции. Как позднее вспоминал сам Янг, он мечтал быть похожим на Элвиса Пресли. Мальчик начал учиться играть на недорогой пластиковой гавайской гитаре. Вскоре Рэсси и Нил Янг перебрались в рабочий город Форт Руж, где исполнитель основал свою первую кратковременную группу The Jades, а после — вместе с другом по средней школе Кельвина Кеном Кобланом более стабильную The Squires. Музыкант бросил школу и начал играть в Форт Уильямсе в районе Онтарио, где встретил Стивена Стиллза, впоследствии ставшего участником Buffalo Springfield и Crosby, Stills, Nash & Young.
После распада The Squires в середине 1960-х Янг работал в кантри-клубах в Виннипеге, где он встретил Джони Митчелл, с которой начал выступать. Находясь под сильным влиянием Боба Дилана, канадец написал одну из своих первых известных песен «Sugar Mountain». В 60-х Янг ненадолго присоединился к Рику Джеймсу в The Mynah Birds, но вскоре Джеймс был арестован за дезертирство из армии и группа прекратила своё существование. В конце концов Нил отправился в Лос-Анджелес, где начал давать сольные концерты. Много лет спустя музыкант признался, что находился в США нелегально и получил грин-карту только в начале 1970-х.

### 1966—1970: Buffalo Springfield и Crosby, Stills, Nash & Young
В Лос-Анджелесе Янг и гитарист The Mynah Birds Брюс Палмер встретили Стивена Стиллза, Ричи Фьюрэя и Дьюи Мартина. Пятёрка начала играть под именем Buffalo Springfield. Дебютный, одноимённый с группой альбом, сочетающий классический кантри/фолк Нила и психоделический рок, привнесённый Стивеном, был положительно принят музыкальными критиками и имел неплохой коммерческий успех, благодаря такой песне как «For What It’s Worth». Однако, вскоре Палмера, который как и Янг находился в Штатах нелегально, арестовали и депортировали, что сказалось на Buffalo Springfield не самым лучшим образом. Второй альбом Buffalo Springfield Again Янгу пришлось дорабатывать в одиночку. Он записал три песни: «Mr. Soul», «Expecting To Fly» и «Broken Arrow», в которых уже можно заметить начинающий зарождаться стиль письма Нила — глубоко личные тексты, написанные в стиле классических народных песен. В 1968 году группа записала третий и последний альбом Last Time Around, выполнив контрактные обязательства, и распавшись. Почти тридцать лет спустя участников Buffalo Springfield включили в Зал славы рок-н-ролла, хоть Янг и не появился на церемонии. Тем не менее в 2010 году во время очередного фестиваля Bridge School Benefit исполнитель вместе со Стиллзом и Фьюрэем выступил под вывеской Buffalo Springfield и анонсировал гастрольный тур в честь воссоединения коллектива, намеченный на 2012 год.
Сразу после развала Buffalo Springfield канадец выпустил дебютный сольный альбом под названием Neil Young, который не произвёл впечатления ни на слушателей, ни на критиков, ни принёс удовлетворения самому Янгу. Альбом породил лишь одну более-менее популярную песню — «The Loner». Вскоре после этого Нил присоединился к своему старому товарищу Стиллзу в группе Crosby, Stills & Nash, которая уже выпустила один альбом в качестве трио. Коллектив получил «Грэмми» как лучший новый исполнитель 1969 года, после чего название было изменено на Crosby, Stills, Nash & Young (дальше — CSNY), в честь нового полноправного участника группы. Квартет дебютировал на сцене в Чикаго, штат Иллинойс, а после принял участие в знаменитом Вудстоке. В 1971 году CSNY выпустили одну из самых важных антивоенных песен 1970-х — «Ohio». Композиция была написана после трагического события в Кентском университете. Спустя почти два десятка лет она не утратила актуальности — с 1989 года Нил вновь начал исполнять её, чтя память погибших на площади Тяньаньмэнь. Существование CSNY было крайне нестабильным, так как у каждого музыканта было своё представление о звучании группы. Коллектив распадался и вновь собирался не один раз, Янг же принял участие в записи трёх студийных альбомов, выпущенных в разные десятилетия.

### 1971—1979: Сольная карьера и сотрудничество с Crazy Horse
Параллельно с игрой вместе с Кросби, Стиллзом и Нэшем Янг начал готовиться к записи второго сольного альбома. Он пригласил для сотрудничества группу The Rockets в составе гитариста Дэнни Уиттена, басиста Билли Тэлбота и ударника Ральфа Молины. Троица поменяла имя группы на Crazy Horse в честь индейского вождя с тем же именем. Первым альбом, изданным под авторством Neil Young and Crazy Horse, стал Everybody Knows This Is Nowhere. Записанный всего за две недели, он включает песни «Cinnamon Girl», «Cowgirl in the Sand» и «Down by the River», считающиеся предтечей зарождающегося тогда хард-рока. Они были написаны больным Янгом при температуре 39 °C и демонстрируют длинные импровизированные соло гитариста и ритмическое сочувственное сопровождение инструментов Crazy Horse.

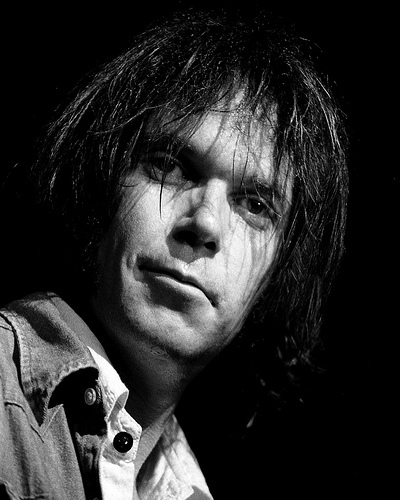
Янг в 1976 году

Нил начал запись нового альбома, но из-за ухудшившегося здоровья Дэнни Уиттена он был вынужден отказаться от помощи Crazy Horse и пригласить Нильса Лофгрена, Грэга Ривза и Стивена Стиллза. After the Gold Rush, сочетающий в себе элементы блюз-рока и кантри, стал первым крупным коммерческим успехом Янга. Песня «After the Gold Rush», привлекающая внимание к проблемам окружающей среды и «Southern Man», осуждающая расизм, наряду с более поздней «Alabama» были процитированы сатерн-рок группой Lynyrd Skynyrd в их хите 1974 года «Sweet Home Alabama». После выхода After the Gold Rush исполнитель отправился в сольный тур по Северной Америке, исполняя на гитаре и фортепиано песни Buffalo Springfield, CSNY, а также собственные, среди которых было несколько новых. Некоторые из них, например «Journey through the Past», так и не были впоследствии записаны в студии, тогда как другие, например «See the Sky About to Rain», вышли в ближайшие годы. Спустя более чем 30 лет вышел альбом Live at Massey Hall 1971, запечатлевший один из концертов этих гастролей. Ближе к концу тура музыкант посетил шоу Джонни Кэша, где исполнил «The Needle and the Damage Done» — мрачную болезненную песню, вдохновлённую отчасти смертью гитариста Crazy Horse от передозировки героина, отчасти собственной наркотической зависимостью Янга. Звучание этой песни впоследствии составило один из самых известных альбомов канадца — Harvest.
Работа над Harvest совпала с женитьбой Нила на американской актрисе Кэрри Снодгресс, которая родила исполнителю первенца Зика Янга. Успех предыдущего альбома позволил Нилу купить ранчо в тихом месте Северной Калифорнии, где он зажил с обретённой семьёй. Эти событие отразились на общем звучании Harvest — при помощи Линды Ронстадт и Джеймса Тейлора Янг записал очень мягкий, спокойный и гармоничный кантри-рок. В песне «A Man Needs a Maid» нашла отражение его любовь к Кэрри, а в «Old Man» — признательность Луи Авилу, смотрителю ранчо Янга. Harvest и самая популярная его песня «Heart of Gold» до сих пор остаются единственными записями исполнителя, занявшими первые места в альбомном чарте Billboard 200 и песенном Billboard 100. Столь оглушительный успех застал врасплох Янга, который никогда не искал славы. Следующие несколько лет музыкант намеренно выпускал исключительно шумные и пессимистические альбомы, нисколько не похожие на Harvest (альбомы «из кювета», как он сам их называет).
Из-за нестабильности аккомпанирующей группы Янга, музыкант был вынужден призвать на помощь Дэвида Кросби и Грэма Нэша из CSNY. В 1973 году вышел один из самых худших и нелюбимых самим Янгом альбомов Time Fades Away, который открыл трилогию альбомов «из кювета» (так называемая «Ditch Trilogy»). Впрочем, в этом альбоме исполнитель впервые подверг концертные записи студийной обработке — маленькая хитрость, пригодившаяся ему и позднее, особенно на двойном электронно-акустическом альбоме Rust Never Sleeps. Всё ещё потрясённый смертью Дэнни Уиттена, Нил записал альбом Tonight’s the Night, настолько мрачный и сырой, что руководство Reprise Records выпустило его лишь два года спустя, под крайним давлением Янга. Между Time Fades Away и Tonight’s the Night музыкант выпустил On the Beach, более мелодичный, чем другие два альбома, но рассматривающий всё такие же мрачные темы, как например крах идеализма 1960-х и оборотная, тёмная сторона популярности. В середине 1970-х от исполнителя ушла Кэрри Снодгресс. Эмоции Янга нашли выход в акустическом альбоме под названием Homegrown. Запись была практически готова, но в итоге музыкант отказался её выпускать, ссылаясь на «слишком личный» характер песен. Большинство текстов Янг впоследствии переработал и включил в различные альбомы, оригинальные же записи были опубликованы только в 2020 году.

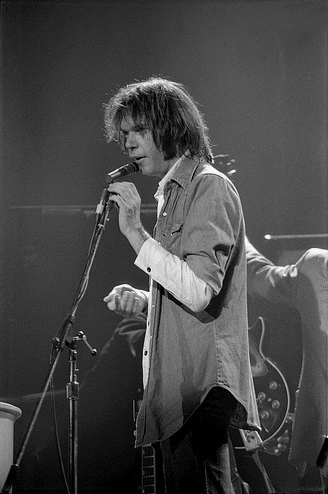
Нил Янг в Остине, Техас, 1976 год

В 1975 году обновлённый Crazy Horse с новым гитаристом Фрэнком Сампедро принял участие в записи альбома Zuma. Новый альбом породил одну из самых известных песен Янга — исторический этюд «Cortez the Killer». Жгучие гитарные соло и глубокая лирика, рассматривающая завоевание Мексики Кортесом со стороны ацтеков, сделали её постоянным номером на концертах Янга в течение многих десятилетий. На следующий год Нил на пару со Стивеном Стиллзом записал альбом Long May You Run, изданный под авторством The Stills-Young Band. Гастроли в его поддержку канадец неожиданно бросил на полпути до завершения, ссылаясь на усталость. В том же году он, наряду с Бобом Диланом, Эриком Клэптоном, Джони Митчелл и другими музыкантами, принял участие в последнем выступлении группы The Band, которое было запечатлено Мартином Скорсезе в концертном фильме «The Last Waltz».
Во второй половине 1970-х Янг выпустил альбом American Stars ’n Bars с популярной песней «Like a Hurricane», а также сборник лучших песен Decade. Композиции, вошедшие в него (среди них есть несколько прежде неизданных), исполнитель выбрал лично, сопроводив каждую аннотацией в буклете к сборнику. Выпущенный в 1978 году акустический Comes a Time отмечает возвращение Нила к кантри/фолк музыке. Он был благоприятно встречен критиками и поднялся до 7 строчки в Billboard 200. В том же году музыкант снял фильм под названием «Human Highway», на производство которого у него ушло около трёх миллионов собственных денег. Картина была принята без особого воодушевления.
В конце 1970-х Янг много гастролировал с Crazy Horse, часто исполняя новые песни. По окончании тура вышло сразу два концертных альбома: Rust Never Sleeps и Live Rust, каждый из которых поделён на акустическую и электронную часть. Центральным номером в Rust Never Sleeps являются песни «My My, Hey Hey (Out of the Blue)» и «Hey Hey, My My (Into the Black)», которые, соответственно, открывают и закрывают этот концерт. И акустическая и электронная композиция рассматривают недавнюю смерть Короля Элвиса и рост популярности панк-рока в лице Джонни Роттена. Эти песни, в которых Нил с тоской ощущает собственную неуместность, принадлежат к одним из наиболее часто цитируемых в рок-музыке. Rust Never Sleeps был выбран критиками Rolling Stone лучшим альбомом последнего года 1970-х.

### 1980—1988: Экспериментальное творчество

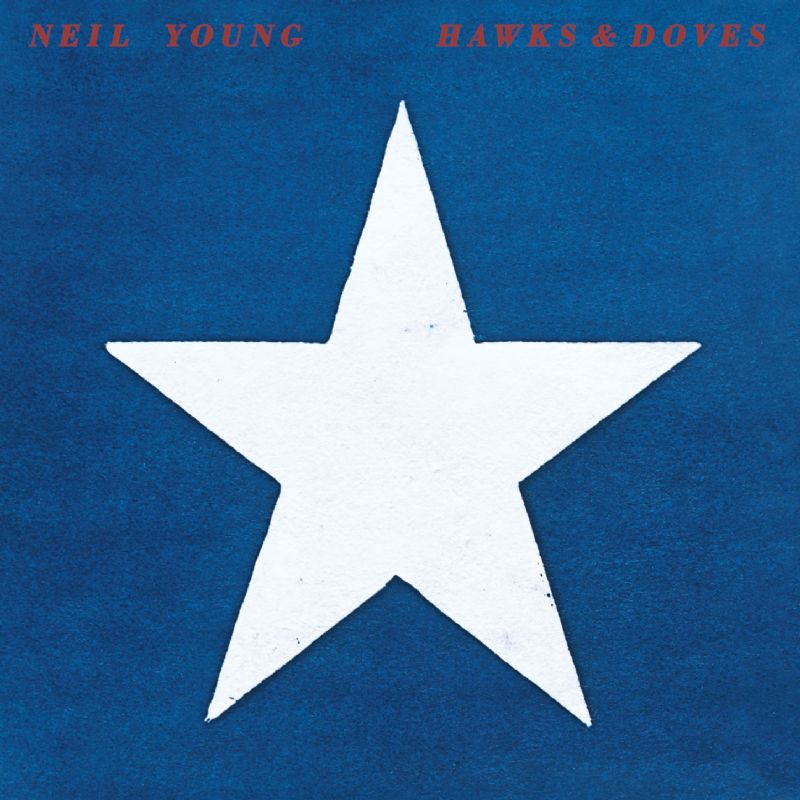
Незамысловатая обложка альбома Hawks and Doves

В начале 1980-х Янг, погружённый в заботы о семье, не имел достаточно времени, чтобы записать качественный альбом. В начале года он написал несколько песен для биографического фильма о Хантере Томпсоне «Там, где бродит бизон». После вышли два альбома: Hawks and Doves и Re-ac-tor, существенную часть которых составляли забракованные записи Янга и Crazy Horse 1970-х. Последний альбом музыкант даже не поддержал гастролями, ограничившись одним выступлением на фестивале Bread and Roses в Бёркли.
Запись 1982 года Trans содержала непривычные для Янга синтезаторы и драм-машины, а его голос был пропущен через вокодеры. Позже музыкант признался, что он купил оборудование у изобретателя синтезаторов речи Кая Краузе не специально для альбома, а для своего больного сына Бена. Trans Янг всё же сопроводил туром, во время которого также исполнялись песни из обойдённого вниманием альбома Re-ac-tor.
В попытке изведать новые музыкальные жанры Нил выпустил короткий (менее 25-ти минут) альбом рокабилли Everybody’s Rockin’, который потерпел коммерческую неудачу. Это вынудило руководство тогдашнего лейбла Янга Geffen Records подать на музыканта в суд за то, что он выпускает заведомо непривлекательный материал. Чтобы хоть как-то исправить положение, Янг пригласил режиссёра Тима Поупа для съёмки музыкальных видео на песни «Wonderin'» и «Cry, Cry, Cry». Судебное разбирательство с лейблом стало одной из причин того, что 1984 год прошёл без нового альбома. Также в это время вторая жена Янга Пеги родила ему первую дочь, которую назвали Эмбер Джин.
В середине 1980-х вышел альбом Old Ways, в ходе гастролей в его поддержку исполнитель посетил фестиваль Live Aid, где впервые за почти десять лет он выступил в составе CSNY. Музыканту удалось урегулировать конфликт с Гиффеном, пообещав записать два традиционных рок-альбома без использования непривычных инструментов. Янг выпустил сольный Landing on Water с довольно неплохой песней «Touch the Night» и Life, записанный вместе с Crazy Horse. Последний, вопреки ожиданиям лейбла, оказался самым коммерчески неудачным альбомом Янга за всю его карьеру.
Освободившись от обязательств перед Geffen Records, Нил вернулся на свой старый лейбл Reprise Records. В 1988 году вышел альбом This Note’s for You, тяготеющий к джазу. Видео на одноимённую с альбомом песню было запрещено к показу на MTV за критику музыкальной индустрии, корпоративного рока и рекламных брендов. В ответ на это Янг написал открытое письмо каналу, в котором задал вопрос: «Что значит M в MTV: музыка или деньги?» (англ. What does the M in MTV stand for: music or money?). В конечном итоге «This Note’s for You» выиграло премию MTV за лучшее видео 1989 года.

### 1989—1999: Возвращение к классическому стилю

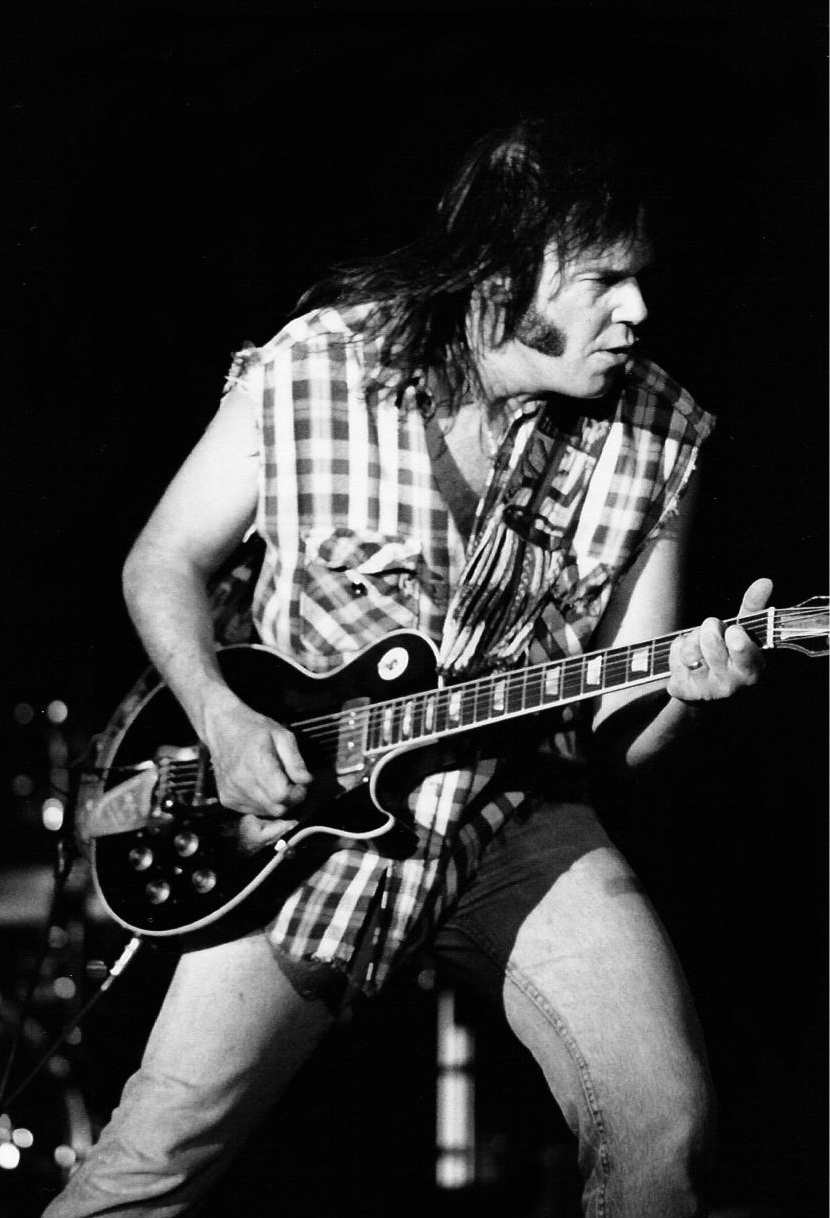
Нил Янг в Барселоне, 1990 год

На исходе 1980-х Нил выпустил хартленд-рок альбом Freedom, который был с восхищением принят аудиторией, уставшей от бесконечных экспериментов музыканта. Песня «Rockin’ In The Free World», поднимающая проблемы загрязнения окружающей среды, терроризма и бедственного положения определённых слоёв населения, стала одним из самых ярких общественно-политических гимнов конца десятилетия. Песня почти вплотную подобралась к успеху «Heart of Gold», заняв 2 место в Billboard 100. В то же время техника обратной связи, использованная Янгом на Rust Never Sleeps, привлекла внимание исполнителей зарождающего гранжа, которые стали называть канадца своим предшественником, что также прибавило Янгу популярности. В том же году вышел трибьют-альбом Нилу Янгу под названием The Bridge: A Tribute to Neil Young, в котором своё почтение засвидетельствовали Ник Кейв, Никки Садден, Soul Asylum, Sonic Youth и другие.
В начале нового десятилетия Янг и Crazy Horse записали новый альбом Ragged Glory, продолживший традицию обратной связи в музыке. По окончании тура в его поддержку вышел двойной концертный альбом Weld, а также сплошной 35-минутный коллаж обратной связи под названием Arc. В то же время канадец сыграл роль второго плана в триллере Алана Рудольфа «Случайная любовь». В 1992 году вышел альбом Harvest Moon, отмечающий неожиданно резкий возврат Янга к музыкальной стилистике Harvest двадцатилетней давности. Запись была очень тепло встречена аудиторией и получила канадскую премию «Джуно» за лучший альбом года. В следующем году музыкант записал Unplugged для MTV.

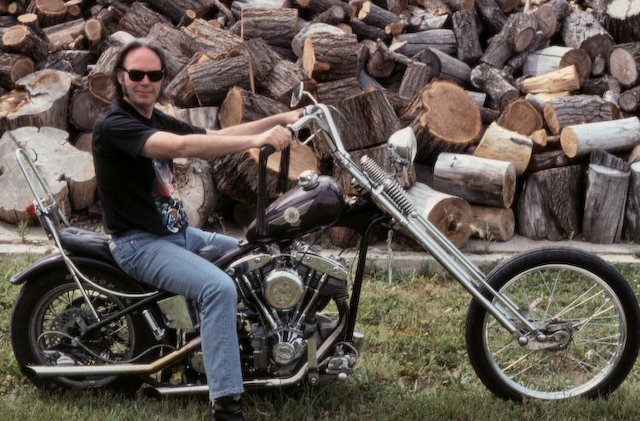
Нил Янг на мото-ралли в Стурджисе, 1992 год

В 1994 году Янг был потрясён известием о смерти Курта Кобейна, который неоднократно упоминал Нила в числе исполнителей, повлиявших на него. Свой новый совместный с Crazy Horse альбом под названием Sleeps with Angels музыкант посвятил ушедшему лидеру Nirvana. Одноимённая с альбомом песня рассматривает жизнь и смерть Курта, хоть и не называя его по имени.
В следующем году состоялось принятие Нила Янга в Зал славы рок-н-ролла, номинанта на церемонии представил аудитории Эдди Веддер, участник другой гранж группы — Pearl Jam. Это представление Веддером Янга на церемонии было не случайно, поскольку в том же 1995 году вышел альбом Mirror Ball, записанный Нилом Янгом под аккомпанемент Pearl Jam. Тогда же независимый американский режиссёр Джим Джармуш пригласил Янга записать саундтрек к его чёрно-белому мистическому вестерну-притче «Мертвец». Музыкант согласился и, просматривая картину в одиночестве в студии звукозаписи, создал превосходный импровизированный саундтрек. После записи следующего альбома Нила Янга и Crazy Horse Broken Arrow музыканты отправились на гастроли, по мотивам которых благодарный Джим снял музыкально-биографический фильм «Год лошади». Почти всё оставшиеся до конца 1990-х время Нил провёл на гастролях, в частности с CSNY, что принесло музыкантам более сорока миллионов (восьмой по величине кассовых сборов тур того года).

### 2000—настоящее время
С наступлением нового века Нил Янг, несмотря на довольно почтенный возраст, не сбавил темпов выпуска нового материала. Вышел новый сольный альбом Silver & Gold, посвящённый жертвам террористических актов 11 сентября, в частности рейсу 93 United Airlines. После — мягкий и светлый Are You Passionate?, посвящённый любимой жене Нила Пеги Янг. В 2003 году увидел свет новый плод сотрудничества с Crazy Horse — концептуальный Greendale, рассказывающий об убийстве полицейского в небольшом городе в Калифорнии и его влиянии на местных жителей. Этот альбом музыкант сопроводил рок-оперой с таким же названием. В первую половину 2000-х Янг также давал много концертов в Европе, Америке, Японии и Австралии, на которых исполнял новый материал как сольно, так и совместно с Crazy Horse. Его растущее экологическое беспокойство привело к тому, что на этих гастролях для питания автомобилей было использовано биотопливо.
Во время работы над альбомом 2005 года Prairie Wind в Нэшвилле у Янга была диагностирована черепно-мозговая аневризма, для лечения которой музыкант отправился в Нью-Йорк. Он успешно перенёс операцию, но через два дня после этого потерял сознание из-за кровотечения в бедренной артерии. Это осложнение вынудило исполнителя отменить ряд запланированных концертов. Он вернулся на сцену несколько месяцев спустя, появившись на Live 8 в Барри и представив новую песню под названием «When God Made Me». Проблемы со здоровьем сказались на общем настроении Prairie Wind. Изданный в конце 2005 года, альбом затронул темы самоанализа и смерти. Премьера новой записи была увековечена в музыкально-биографическом фильме Джонатана Демми «Neil Young: Heart of Gold».
В 2006 вышел ответ Янга на вторжение войск США в Ирак — альбом Living with War. По собственным словам музыканта, он долгое время удерживался от написания песен протеста, ожидая, что на смену ему придёт кто-нибудь помоложе, но за те три года, которые уже шла война, он так и не дождался замены. Зайдя в гости к своей дочери, исполнитель увидел фотографию раненых американских ветеранов и, почувствовав страдания, причиняемые войной, Нил заплакал, схватил свою гитару и принялся писать несколько песен одновременно. Он создал Living with War за считанные дни и открыто обвинил Джорджа У. Буша во лжи в таких песнях, как «Let’s Impeach the President».
Во второй половине 2000-х музыкант выпустил альбом Chrome Dreams II — продолжение его неизданного альбома 1977 года Chrome Dreams и снялся во втором концертном фильме Джонатана Демми «Neil Young Trunk Show». Весь конец десятилетия Янг давал хаотичные выступление, появляясь на Jazz and Heritage в Новом Орлеане, Гластонбери в Пилтоне, Hard Rock Calling в Лондоне (где он присоединился к Полу Маккартни в исполнении «A Day in the Life»), Isle of Wight на острове Уайт и San Miguel Primavera Sound в Барселоне.

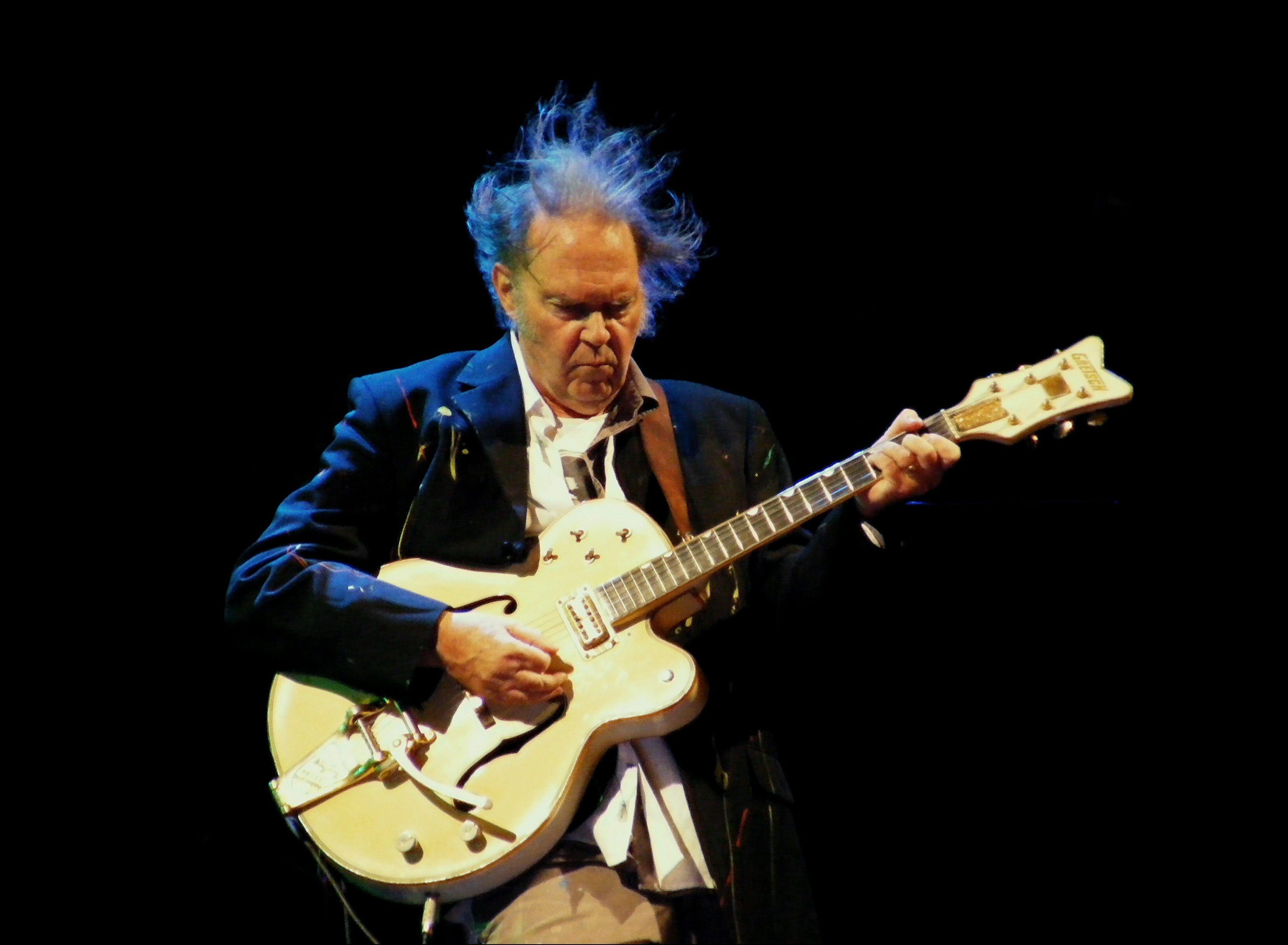
Нил Янг в 2012 году

В начале 2010 года он появился в музыкальной телепередаче The Tonight Show и вместе с Дэйвом Мэтьюсом записал песню Хэнка Уильямса «Alone and Forsaken», призванную помочь пострадавшим в землетрясении на Гаити. Позже Нил рассказал своему коллеге по CSNY Дэвиду Кросби о начале записи нового сольного альбома, который, по его словам, должен стать «особой, сердечной записью». Альбом, названный Le Noise, вышел в конце 2010 года, Янг не преминул поддержать его акустически-электронным туром. В 2011 году Демми снял третий документальный фильм о музыканте — «Neil Young Journeys», премьера которого состоялась на международном кинофестивале в Торонто.
Тогда же поделился своим намерением записать с Crazy Horse новый альбом, который должен будет отдать честь неофициальным национальным гимнам. Нил сдержал обещание и в 2012 году вышел альбом кавер-версий под названием Americana. Канадец также заявил о начале первого за почти десять лет гастрольного тура Neil Young and Crazy Horse. Это событие омрачило известие NBC о смерти Нила Янга, но очень скоро выяснилось, что компания перепутала музыканта с астронавтом Нилом Армстронгом. В том же году Янг и Crazy Horse издали ещё один альбом — Psychedelic Pill, на этот раз состоящий из оригинальных песен. Также было объявлено, что по завершении гастролей выйдет концертный альбом под названием Alchemy, который вместе с Rust Never Sleeps и Weld должен будет составить так называемую «Rust Trilogy». 25 сентября Нил выпустил свою автобиографию, озаглавленную «Waging Heavy Peace: A Hippie Dream». Публикация была благосклонна встречена критиками. Ожидается презентация музыкального плеера и аудиоформата «Pono», в разработке которого музыкант принимал непосредственное участие.

## Награды и международное признание

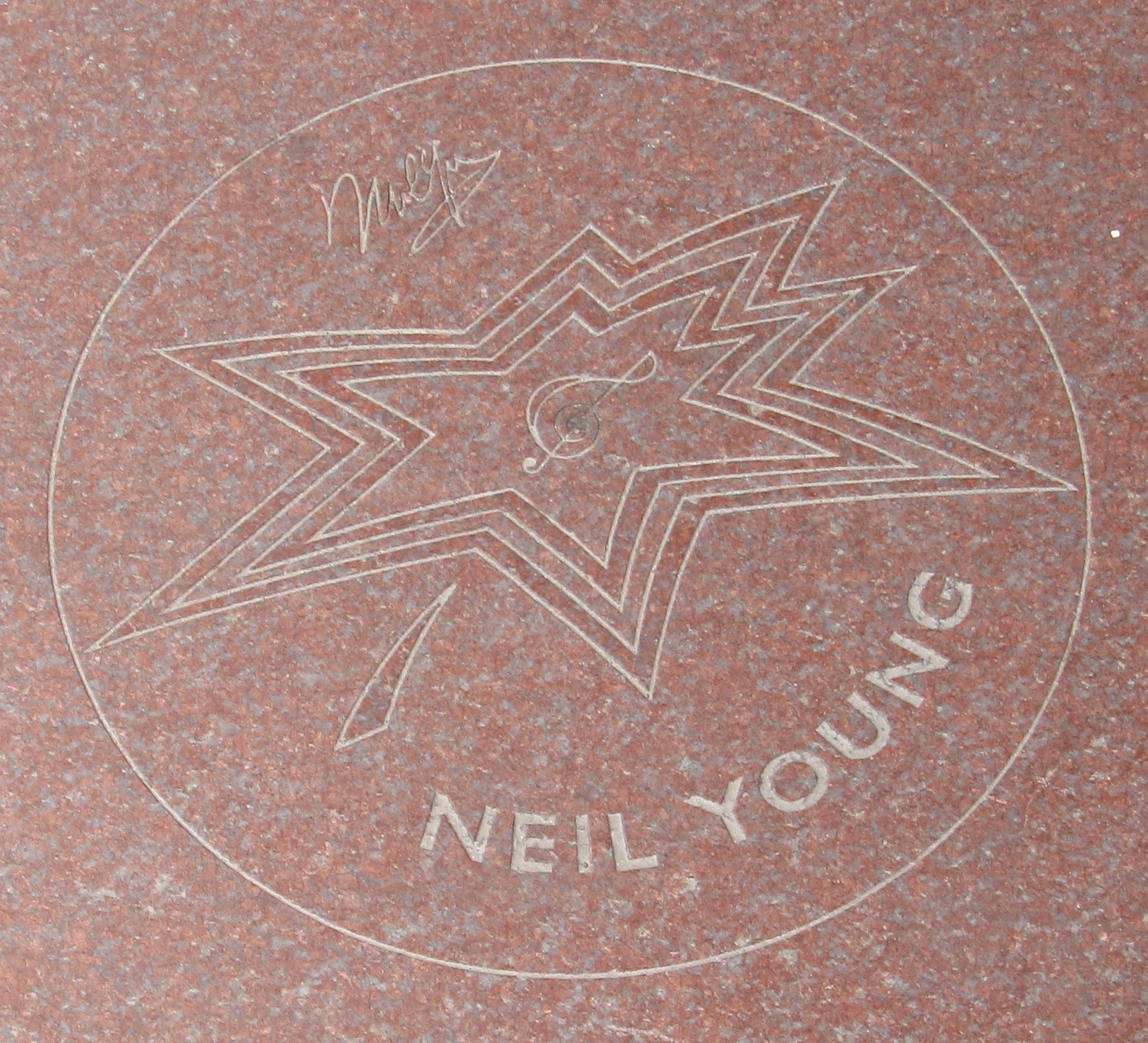
Звезда Нила Янга на Канадской аллее славы

Нил Янг был включён в Зал славы Канадской музыки ещё в 1982 году, а в международный Зал славы рок-н-ролла — в 1995-м и 1997-м: как сольный исполнитель и как участник Buffalo Springfield. Обладатель двух премий «Грэмми», многократный номинант и лауреат канадской премии «Джуно», в категориях: альбом года (Harvest Moon, 1994), вокал года (1995), исполнитель года (2001), вновь альбом года (Prairie Wind, 2006) и снова исполнитель года (2011). Канадец занимает 34 место в списке «100 величайших исполнителей» по версии Rolling Stone и 9 место в списке «100 величайших гитаристов» по версии Mojo. В списке «100 лучших композиторов» по версии журнала Paste Янг достиг 2-го места, уступив первенство своему коллеге Бобу Дилану.
Музыкант дважды получал почётные докторские степени. В 1992 году Лайкхедский университет наградил его степенью доктора музыки, а в 2006 году — университет Сан-Франциско степенью доктора гуманитарных наук. Тогда же правительство канадской провинции Манитоба наградило Янга Орденом Манитобы, а три года спустя исполнитель стал Офицером Ордена Канады. Благотворительная деятельность Нила также вызывает уважение у его коллег-музыкантов, организованные Янгом фестивали Farm Aid и Bridge School Benefit посещают такие исполнители и группы, как Том Уэйтс, Боб Дилан, Дэвид Боуи, Пол Маккартни, Лу Рид, Том Петти и The Heartbreakers, Red Hot Chili Peppers, Metallica, Pearl Jam и другие.

## Музыкальный стиль и влияние
За свою многолетнюю карьеру Янг играл во множестве направлений. Его ранние работы 1970-х звучат либо в стиле акустического фолк-рока (Harvest, 1972), либо электрического хард-рока (Rust Never Sleeps, 1979). С приходом новой волны 1980-х музыкант экспериментировал с трансом (Trans, 1982) и рокабилли (Everybody’s Rockin, 1983), что вызывало недоумение его поклонников и обескураживало критиков. Во второй половине десятилетия он обратился к блюзовому джазу (This Note’s for You, 1988) и остросоциальному хартленд-року (Freedom, 1989). В начале 1990-х музыкант вернулся к своим кантри-рок корням, выпустив Harvest Moon (1992), который многими рассматривается как продолжение его классической работы Harvest. В 1995 году исполнитель выпустил Mirror Ball, звучащий в духе гранжа, после чего стал играть в основном традиционную рок-музыку.
Влияние музыки Янга признают группы Radiohead, Pearl Jam и Nirvana. Лидер Radiohead Том Йорк, по его собственный словам, ещё в юном возрасте ощутил силу голоса Янга на After the Gold Rush. Участник Pearl Jam Эдди Веддер включал исполнителя в Зал славы рок-н-ролла, признавая его огромную значимость. Известные же слова Курта Кобейна «Лучше сгореть, чем угаснуть» (англ. It's better to burn out than to fade away), использованные им в предсмертной записке, взяты из песни Нила «My My, Hey Hey (Out Of The Blue)».

## Инструменты
Гитары

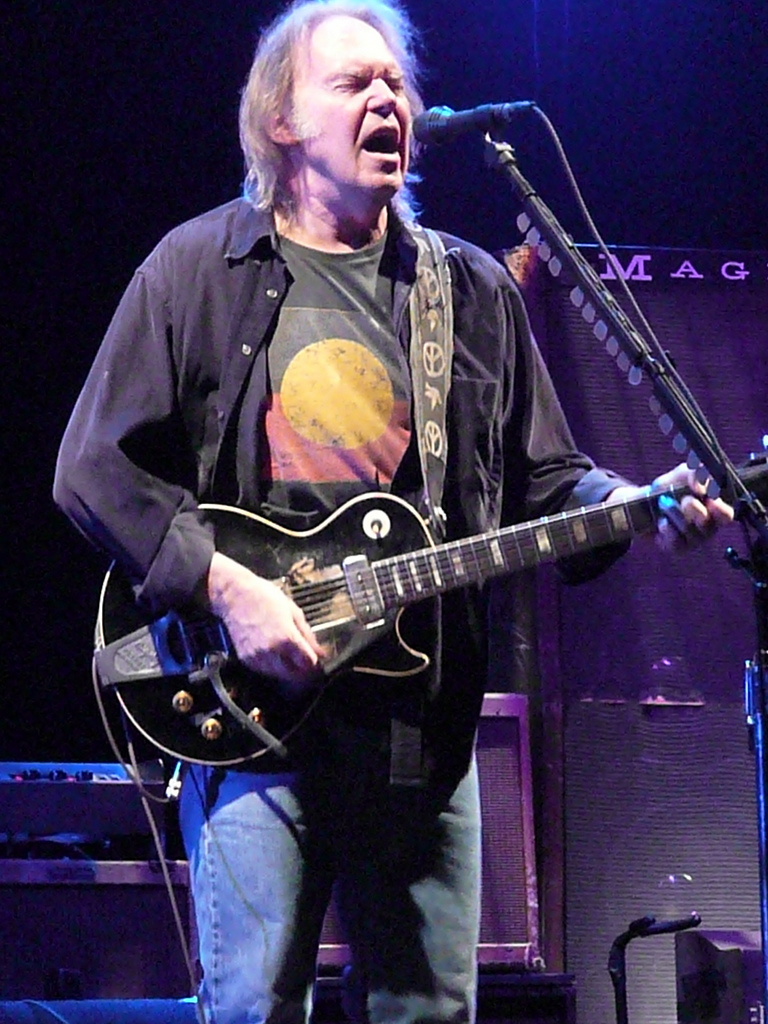
Нил Янг с гитарой «Old Black», 2009 год

Нил Янг занимает 17 место в списке «100 величайших гитаристов» по версии журнала Rolling Stone. Музыкант является обладателем внушительной коллекции подержанных гитар, но для записи альбомов и выступлений он использует лишь несколько постоянных инструментов. Более подробно об этом можно узнать, посмотрев документальный фильм Джонатана Демми «Neil Young: Heart of Gold». Наиболее часто Янг использует следующие гитары:
- Gibson Les Paul 1953 года по прозвищу «Old Black». Музыкант получил её в конце 1960-х от участника Buffalo Springfield Джима Мессины, отдав взамен одну из своих Gretsch, которую Мессина до сих пор хранит у себя[108]. Изначально корпус Gibson был золотистого цвета, но вскоре Нил перекрасил его в чёрный, что и дало гитаре её прозвище. «Old Black» претерпела несколько модификаций: в 1969 году Янг прикрепил к ней вибрато системы Пола Бигсби (в действии его можно услышать уже в альбоме Everybody Knows This Is Nowhere), в 1972 году — заменил бриджевый сингл P-90 Les Paul на мини-хамбакер от гитары Gibson Firebird, обладающий настолько сильным микрофонным эффектом, что улавливает голос, если кто-то говорит рядом[109]. «Old Black» представлена на большинстве альбомов Янга.
- Martin D-45 — классическая гитара со стальными струнами, с помощью которой исполнитель записал большинство своих акустических песен, таких как «Old Man». D-45, наряду с тремя другими гитарами, была куплена Стивеном Стиллзом для себя и троих товарищей по группе Crosby, Stills, Nash & Young в честь дебютного концерта коллектива в 1969 году в зале Greek Theater[108].
- Martin D-28 по прозвищу «Хэнк», в честь первого владельца гитары Хэнка Уильямса. Её продал сын исполнителя Хэнк Уильямс-младший, после чего D-28 сменила несколько владельцев и наконец попала в руки старого друга Янга Гранта Боатрайта. Нил использует «Хэнка» на гастролях уже более 30-ти лет, в студийных альбомах она наиболее ярко представлена в Prairie Wind[108].

Также достойны упоминания:
- Vintage Martin D-18 использовалась Янгом, начиная с его первых выступлений в кофейнях. Vintage можно услышать на ранних записях Buffalo Springfield, впоследствии её заменила Martin D-45, подаренная Стивеном Стиллзом[108].
- Gretsch White Falcon, купленная Янгом в 1950-х годах, занимает видное место в эпохе Harvest (её можно услышать в таких песнях, как «Ohio», «Southern Man», «Alabama», «Words (Between the Lines of Age)», «LA»)[108].
- Gretsch 6120 — основная электрогитара Нила до появления «Old Black»[108].
- Gibson Flying V использовалась музыкантом во время его хард-рокового тура Time Fades Away[108].
- Taylor 885 — двенадцатиструнная гитара, звучащая в акустической части альбома Rust Never Sleeps[110].
- Fender Broadcaster использовалась во время записи альбома Tonight’s the Nigh и тура в его поддержку[108].

Усилители
Нил Янг предпочитает гитарные усилители Fender Tweed Deluxe, особенно модели 1959 года. Первый усилитель музыкант купил за 50 долларов у барабанщика Crazy Horse Ральфа Молины в 1967 году. С тех пор он собрал около 450 усилителей, всё той же эпохи. По утверждению самого Янга, эта модель звучит выше, чем какая-либо другая, что является решающим фактором для его фирменного звучания. Специально для Янга Fender Deluxe создала усилитель Whizzer, который подключается к ножной педали.

## Семья
У Янга были длительные отношения с актрисой Кэрри Снодгресс, на которой он женился в начале 1970-х. В 1978 году сочетался браком с джазовой исполнительницей Пеги Мортон. Имеет двоих сыновей: Зика (от Кэрри Снодгресс), Бена и дочь Эмбер Джин. Семья живёт в небольшом городе Ла-Хонда в Калифорнии. После развода с Пегги в 2014 году, Нил в 2018 году третий раз сочетался браком с известной голливудской актрисой Дэрил Ханна.
У отца Нила Скотта Янга после развода с Рэсси Янг было ещё несколько браков, от которых на свет появилось пять дочерей. Одна из единокровных сестёр Нила — исполнительница глэм-рока и хэви-метала Астрид Янг.

## Дискография
| Сольные студийные альбомы - 1968 — Neil Young - 1970 — After the Gold Rush - 1972 — Harvest - 1974 — On the Beach - 1975 — Tonight’s the Night - 1977 — American Stars ’n Bars - 1978 — Comes a Time - 1980 — Hawks and Doves - 1982 — Trans - 1983 — Everybody’s Rockin’ - 1985 — Old Ways - 1986 — Landing on Water - 1988 — This Note’s for You - 1989 — Freedom - 1992 — Harvest Moon - 1995 — Mirror Ball - 2000 — Silver & Gold - 2002 — Are You Passionate? - 2005 — Prairie Wind - 2006 — Living with War - 2006 — Living with War: „In the Beginning” - 2007 — Chrome Dreams II - 2009 — Fork in the Road - 2010 — Le Noise - 2014 — A Letter Home - 2015 — The Monsanto Years - 2016 — Peace Trail - 2020 — Homegrown Студийные альбомы The Stills-Young Band - 1976 — Long May You Run | Студийные альбомы с Crazy Horse - 1969 — Everybody Knows This Is Nowhere - 1975 — Zuma - 1981 — Re-ac-tor - 1987 — Life - 1990 — Ragged Glory - 1994 — Sleeps with Angels - 1996 — Broken Arrow - 2003 — Greendale - 2012 — Americana - 2012 — Psychedelic Pill - 2019 — Colorado - 2021 — Barn Студийные альбомы с Buffalo Springfield - 1966 — Buffalo Springfield - 1967 — Buffalo Springfield Again - 1968 — Last Time Around Студийные альбомы с Crosby, Stills & Nash - 1970 — Déjà Vu - 1988 — American Dream - 1999 — Looking Forward Неизданные студийные альбомы - 1977 — Chrome Dreams - 1982 — Island in the Sun - 1988 — Blue Note Cafe - 1989 — Times Square - 2000 — Toast Концертные альбомы - 1969 — Live at Riverboat — запись концерта в Riverboat Coffee House |